# Mulkkusaaret (ö i Kajanaland, Kajana, lat 64,37, long 27,71)
Mulkkusaaret är en ö i Finland. Den ligger i sjön Ule träsk och i kommunen Paldamo i den ekonomiska regionen  Kajana ekonomiska region  och landskapet Kajanaland, i den centrala delen av landet, 500 km norr om huvudstaden Helsingfors. Öns area är 1,8 hektar och dess största längd är 210 meter i nord-sydlig riktning.  Notera att namnet antyder att det är fråga om flera öar.